# Connor O'Brien, Rey de Thomond
Connor O'Brien, Rey de Thomond (en irlandés: Conchobhar Ó Briain: ; fl. 1528 hasta su muerte en 1540) fue el segundo y último Rey de Thomond.

## Biografía
Connor fue el hijo mayor superviviente de Toirdhealbhach Donn Ó Briain inaugurado Rey de Thomond en 1498 (y nieto de Teige-un-Chomhaid), y Raghnait, hija de John MacNamara, jefe del clan MacNamara.
En 1528, a la muerte de su padre Connor fue inaugurado Rey de Thomond reinando 12 años hasta su muerte 1540. Su hijo mayor Donough era menor a la muerte de su padre muerto y su hermano Murrough obtuvo las propiedades y el título de Rey de Thomond por tanistry, o elección popular (entonces un procedimiento habitual, pero abolido por Jacobo I en 1605) por el cual la propiedad y el título corresponderían, de por vida, al mayor y más merecedor hombre de la familia del difunto.
Ambos partidos apelaron a Enrique VIII que estableció que Murrough sería el I conde de Thomond y que, a su muerte el título pasaría a Donough, a condición de que ambos hombres reconocieran a Enrique como su monarca legítimo, que abandonarían sus reclamaciones para ser Reyes de Thomond y que aceptarían el anglicanismo. El acuerdo fue aceptado por ambos y, a la muerte de Murrough el título de conde pasó a Donough. Sin embargo, a la muerte de Donough en 1551, los derechos de su hijo, Connor, III conde de Thomond, al título y las propiedades fueron desafiado por su tío Donnell, hermano de su padre, que fue inaugurado O'Brien y jefe de los Dal Cais. Donnell apeló a María I (católica). Después de muchos años de conflictos familiares y civiles Connor aseguró su posición y tierras a finales de los años 1570 durante el reinado de Isabel I.

## Familia
Connor se casó con Anabella, la hija más joven de Ulick De Burgh, (el rojo) de Clanricarde. Tuvieron dos niños:
- Donough, (el Gordo) su heredero;
- Sir Donnell

La segunda esposa de Connor fue Ellice, hija de Maurice née Baccagh, Conde de Desmond. Tuvieron cuatro hijos: 
- Sir Turlogh, tomó posesión del señorío de Ibrackan;
- Teige, Señor de Ibrackan tras la muerte de su hermano, hasta que él y su medio hermano Donald fueron expulsados. Su herencia era Ballynocorrig;
- Murrough de Cahironenane;
- Mortogh de Dromtyne;